# Porta di San Pietro (Perugia)
La Porta di San Pietro, o Porta Romana, è una delle porte medievali di Perugia.
Inserita nella cinta muraria del XIII-XIV secolo, si trova alla fine di Corso Cavour e delimita l'inizio di Borgo XX Giugno, noto come il "borgo bello". La porta dà il nome al Rione Porta San Pietro, uno dei cinque rioni storici della città.

## L'arco esterno
La facciata esterna è stata realizzata in travertino da Agostino di Duccio, Polidoro di Stefano e Antonio Carattoli tra il 1475 ed il 1480 secondo un disegno rinascimentale di ispirazione albertiana, rievoca negli elementi decorativi e nella struttura la composizione architettonica dell'Arco Etrusco.
Il progetto, come s'intuisce dalla presenza di una scanalatura, prevedeva anche la realizzazione di una porta caditoria, e quindi di una torre o di una nicchia per manovrarla che sormontasse l'arco centrale. Un'iscrizione ricorda di un restauro avvenuto nel 1765 a cura di Francesco degli Ubaldi.

## L'arco medievale e l'interno

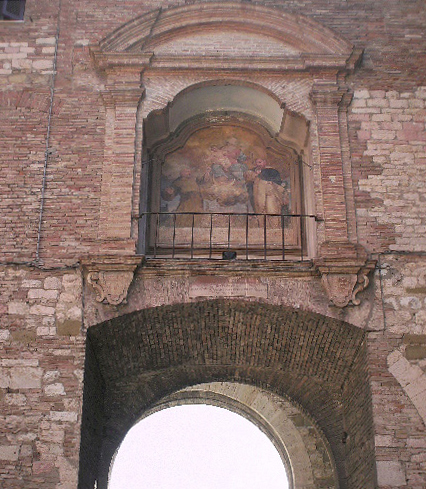
L'arco interno.

La facciata interna ha mantenuto il suo aspetto trecentesco. L'arco è sormontato da una nicchia al cui interno vi è un dipinto del 1817 raffigurante la Madonna del Rosario tra i santi Domenico e Francesco restaurata nel 1990
La profondità della porta è tale che al suo interno è ospitata la duecentesca Cappella di San Giacomo, o del Buon Consiglio, ristrutturata nel XVI secolo  . 
Una lapide ricorda inoltre le vittime del delle stragi di Perugia del 20 giugno 1859.